# Narfi Snorrason
Narfi Snorrason (1210 – 1284) fue un caudillo medieval y sacerdote de Islandia durante la guerra civil islandesa, episodio histórico conocido como Sturlungaöld. Pertenecía al clan familiar de los Skarðverjar. Era hijo de Skarðs-Snorri Narfason, y nieto de otro Narfi Snorrason (m. 1202).
Casó con Valgerði, una hija de Ketill Þorláksson, lögsögumaður de Islandia. Tuvo su hacienda en Kolbeinsstaðir en 1253 donde desempeñó el sacerdocio hasta su muerte. Se le consideraba una persona extraordinaria y fue muy popular. Cuando llegó la orden de celibato del arzobispado, se prohibió el matrimonio a los sacerdotes y aquellos que ya estaban casados, se les encomiaba al divorcio. Narfi, sin embargo, logró una dispensa por su excepcional dedicación y pudo mantener su responsabilidad como sacerdote y seguir casado.
Tuvo seis hijos, tres de ellos juristas Þorlákur (n. 1250), Þórður (n. 1252) y Snorri (n. 1254); otro varón Marteinn (n. 1256) y dos hembras Halldóra (n. 1258) y  Margrét (n. 1260).